# Gracias por venir
Gracias por venir es una canción, compuesta por Gregorio García Segura y Manuel Santos  expresamente para ser interpretada por la actriz y vedette española Lina Morgan.

## Historia
La canción fue compuesta como uno de los números que habrían de integrar la revista musical Pura metalúrgica, que se estrenó en 1975. Incluido como número musical de cierre del espectáculo, la letra alude a la satisfacción y el agradecimiento de la artista hacia su público.
Tal fue el éxito con el que los espectadores recibieron la canción, que la misma se incorporó sistemáticamente, como número de bienvenida, a todos y cada uno de los espectáculos teatrales en los que Morgan fue cabeza de cartel, como Vaya par de gemelas (1980),  Sí al amor (1983) o El último tranvía (1987). Tratándose de una de las artistas teatrales con mejor fortuna en taquilla en el último tercio del siglo XX en España, el número de Gracias por venir ha trascendido al imaginario colectivo de toda una generación de españoles, llegando a ser calificado de emblemático.
La canción, la más popular de la actriz, se publicó en el LP En sus éxitos de la revista (1980) y la volvió a grabar para El álbum de oro de Lina de Morgan (1982).

## Versiones
El tema fue interpretado por la actriz Miriam Díaz-Aroca en la imitación que realizó para el Talent show de Antena 3 Tu cara me suena emitido el 16 de noviembre de 2011.